# Zaman Ghamsharik
Hadji Zaman Ghamsharik, né le 29 avril 1965, est un important chef tribal afghan de la tribu des Khugyaniqui de l'ethnie pachtoune, qui a été tué dans un attentat-suicide commis par les talibans le 22 février 2010 faisant une quinzaine de tués et autant de blessés.

## Biographie
Il combat durant la première guerre d'Afghanistan contre le régime communiste alors en place et contre l'Armée rouge. Certains l'accusent d'avoir fait fortune grâce au trafic de drogue.
Lors de l'instauration de l'Émirat islamique par les talibans en 1996, il s'exile à Dijon en France.
À l'automne 2001, il revient en Afghanistan et marche sur Jalalabad le 15 novembre 2001, accompagné par 4 000 hommes de la Choura de l'est. 
Lors de la bataille de Tora Bora, il est soupçonné, comme d'autres chefs afghans, d'avoir laissé échapper Ben Laden.
Le président Hamid Karzai le nomme commandant militaire de Jalalabad et d'une grande partie de l'est de l'Afghanistan, mais il est rapidement chassé par Haji Qadir, l'ancien gouverneur de la ville.
Il quitte de nouveau le pays pour le Pakistan et la France, mais lorsque son successeur se fait assassiner le 6 juillet 2002, il est soupçonné d'être impliqué dans ce crime.
Il rentre en Afghanistan, via le Pakistan, au printemps 2009 afin de prendre part à la campagne électorale d'Hamid Karzaï lors de l'élection présidentielle afghane de 2009.
Le 22 février 2010, il est tué dans un attentat-suicide alors qu'il s'adressait à des déplacés internes dans un camp du district de Khogyani (en) de la province du Nangarhar.